# チェスター・ビーティ図書館

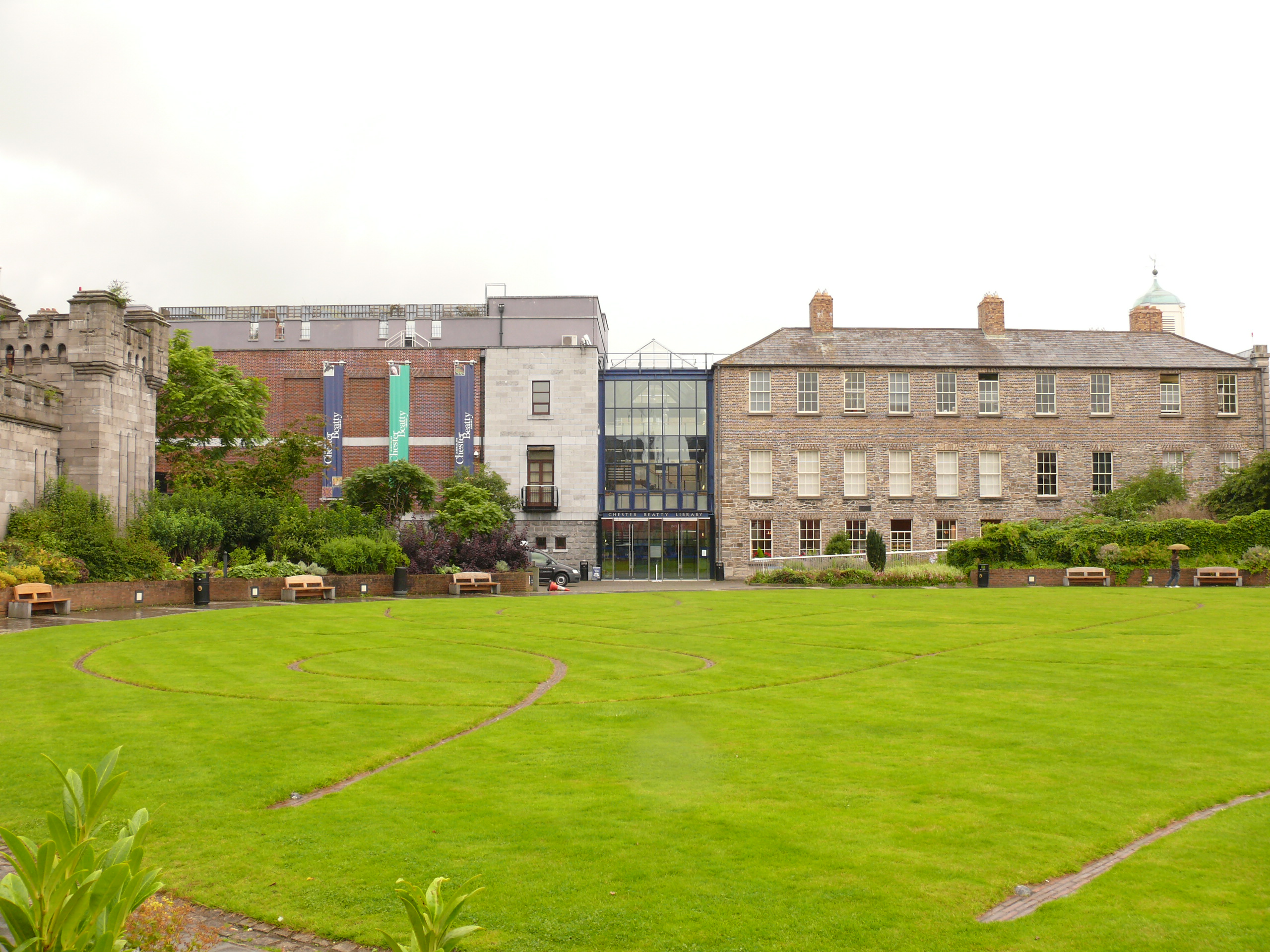
庭園をはさんでダブリン城側から見たチェスター・ビーティ図書館

チェスター・ビーティ図書館（チェスタービーティとしょかん、アイルランド語: Leabharlann Chester Beatty、英: Chester Beatty Library）は、アイルランド・ダブリンの図書館、美術館、博物館。1954年に開館し、鉱山業界の有力者だったアルフレッド・チェスター・ビーティ卿のコレクションを収蔵しており、特にイスラム世界、インド、日本、中国の美術品が多く収蔵されている。現在の図書館はビーティの生誕125周年記念であった2000年2月7日にダブリン城の敷地に開館したものであり、2002年にはヨーロッパの「今年の博物館」に選ばれた。

## 建物

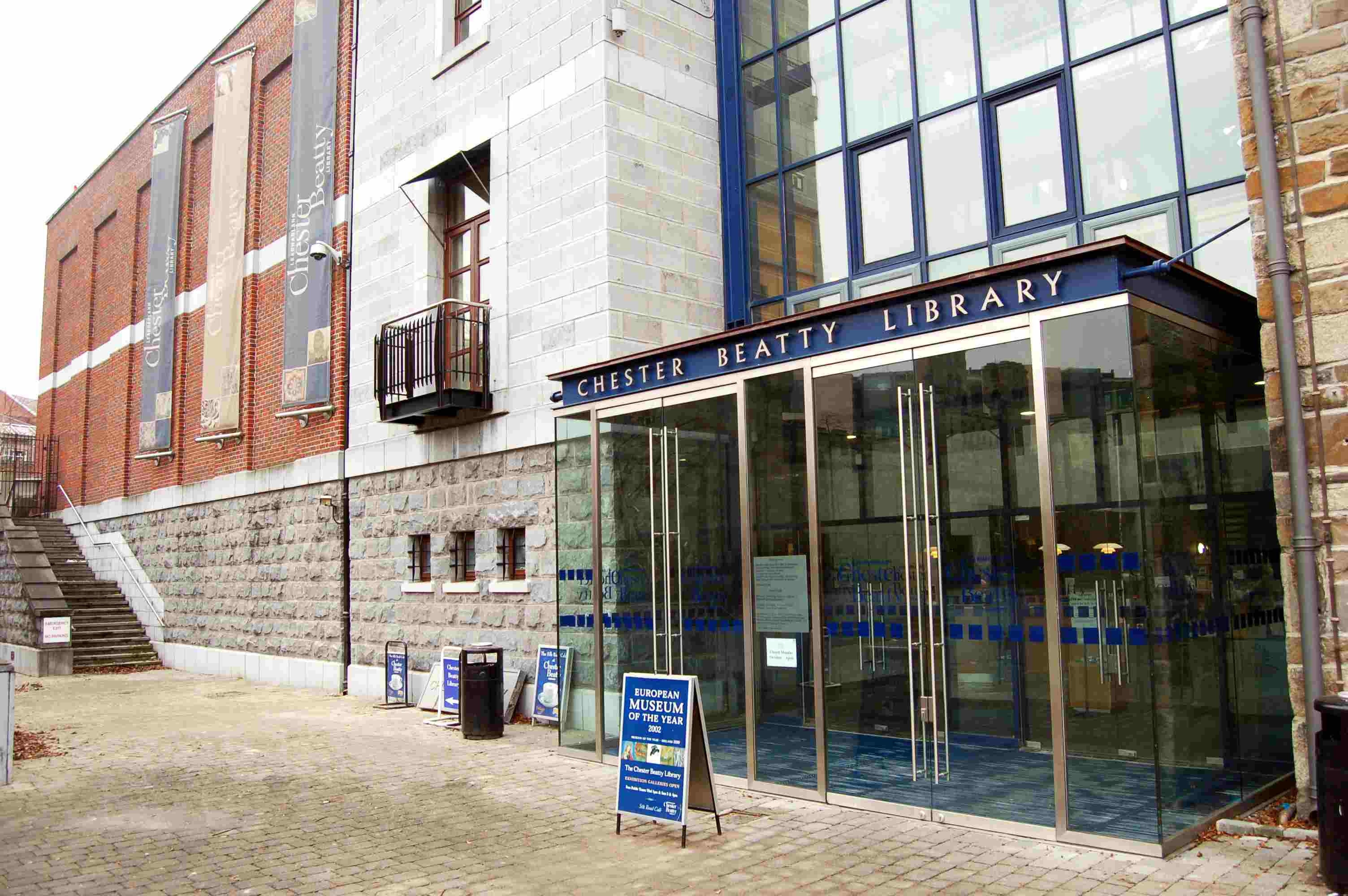
チェスター・ビーティ図書館の入り口部分

図書館建物は、カフェテリアや販売店、傷んだ美術品の修復に供するClock Tower buildingと美術品の展示エリアに供するModern buildingの2棟であり、Clock Tower buildingは古い時計塔を改築、Modern buildingは1999年に新築された。また、これら2棟は渡り廊下によって接続されている。

## コレクション
図書館の全収蔵点数のうち、1%から5%程度を「聖なる伝統」と「芸術の伝統」のふたつのコレクションに分けて展示している。どちらもイスラム世界、東アジア、西洋の写本、細密画、版画、素描、稀覯本、装飾美術を展示している。図書館は旧約聖書・新約聖書双方の学術研究のトップクラス史料拠点であり、イスラム・極東の芸術品の最重要コレクションでもある。博物館は多数の特設展も行っており、多くは海外の機関やコレクションから借りてきた作品を含むものである。博物館は貴重な物品を多数所蔵しており、その中には現存する最古の『預言者の生涯』及び『マニの福音書』の彩飾写本のひとつと考えられるものも含まれており、これはマニ教の遺物の最後の生き残りと信じられている。

### 西洋コレクション
西洋コレクションは彩飾写本、稀覯本、古典的巨匠の版画や素描を多数所蔵している。パピルスコレクションは世界でももっとも広範なコレクションのひとつであり、古代エジプトの恋歌のほぼ完全な集成を含んでいる。

### イスラムコレクション

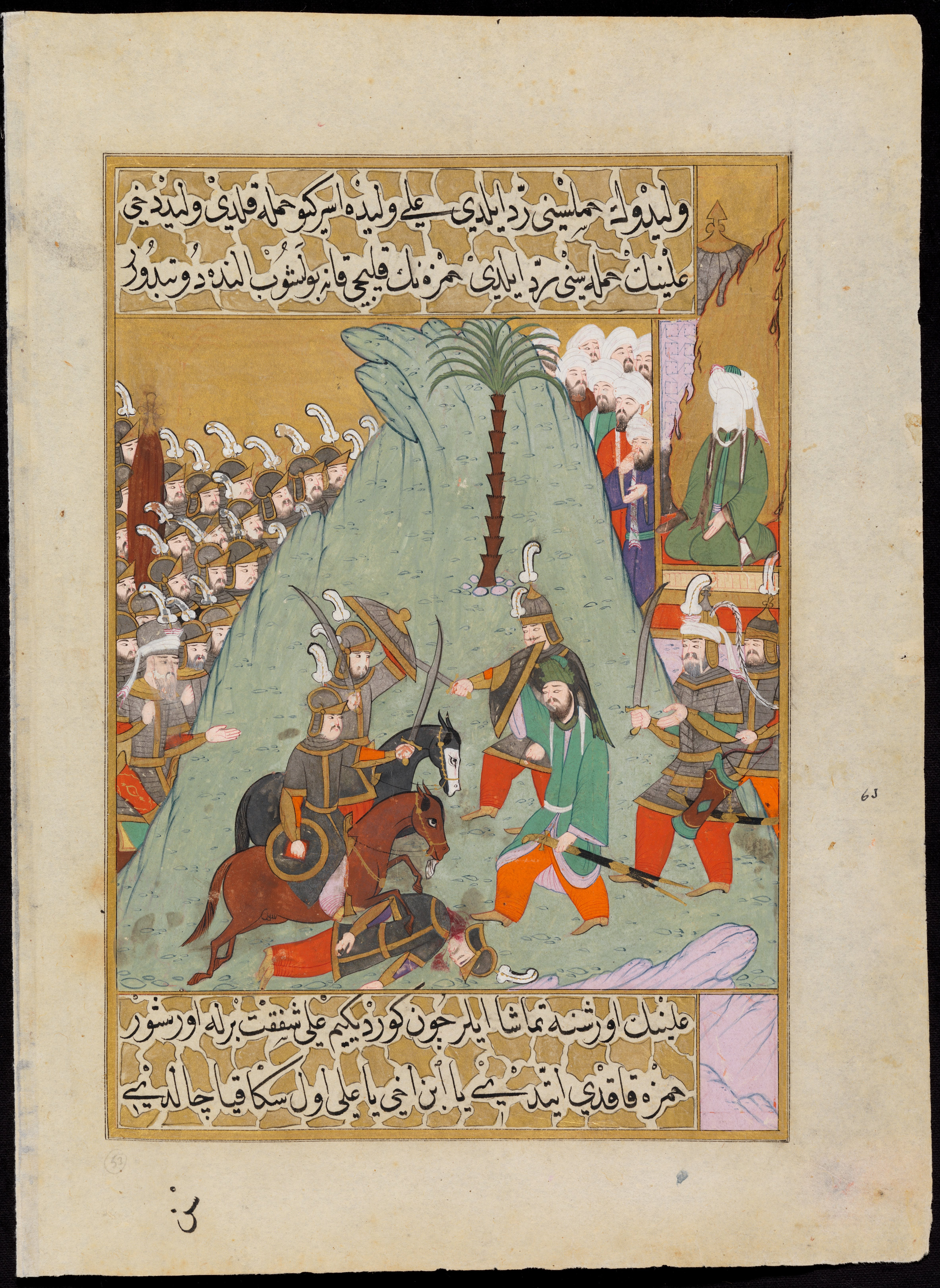
『預言者の生涯』の一部

イスラムコレクションは「アラビア」、「クルアーン」、「ペルシャ」、「トルコ」、「ムガル帝国時代のインド」の部門に分かれている。アラビア語の文書は宗教、歴史、法学、医学、地理学、数学、天文学、言語学の論考を含んでいる。ムラッカと呼ばれるムガル帝国時代のアルバムに含まれる非常に精妙な細密画がチェスター・ビーティ図書館に収蔵されており、「故シャー・ジャハンのアルバム」や「ミント・アルバム」の重要な絵もある。アルバムは最近の展覧会や、イスラム部門のキュレーターであるエレイン・ライト博士の刊行物であるMuraqqa': Imperial Albums of the Chester Beatty Libraryの主題となっている。
チェスター・ビーティ図書館のクルアーン部門は、中世イスラーム世界を代表する能書家のひとり、イブヌル・バウワーブが制作したものをはじめとする多数の貴重な写本を所蔵し、世界で最も充実したクルアーン写本コレクションの一つである。黒インクにより流麗なナスフ体（又はライハーニー体）で書かれたこの写本クルアーンは、ヒジュラ暦391年（西暦1000/1001年）に制作された。イブヌル・バウワーブが生涯で64セット制作したクルアーン写本の一つであり、ライブラリーにおいてしばしば展示される。1991年には、チェスター・ビーティ図書館に20年間勤務していたあるキュレイターが、数年にわたり貴重なクルアーン写本コレクションの中からページを抜き取り、不正に持ち出しては古美術商に売却していた事実が発覚した。チェスター・ビーティ図書館は、その後の何年間もの間、地元ダブリンで失墜した信用の回復と売却されたページの回収に、多大な費用と労力を費やした。不正に持ち出されたページの大部分は回収されたが、数枚がロンドンの倉庫火災で焼失し、サウジアラビアとシリアに行った数枚は回収されなかった。
トルコ部門は写本160冊あまりを所蔵し、イスラームコレクションの中では最も規模が小さいが、『預言者の生涯』や『スレイマン大帝の肖像画』のような貴重なものを含む。『預言者の生涯』（スィエリ・ネビー）は、8世紀のワーキディーが伝えた物語に基づいて、メヴレヴィー教団のデルヴィーシュが作成した彩色挿画800点を付した6巻本であるが、チェスター・ビーティ図書館はこのうちの4巻を所蔵している。

### 東アジアコレクション

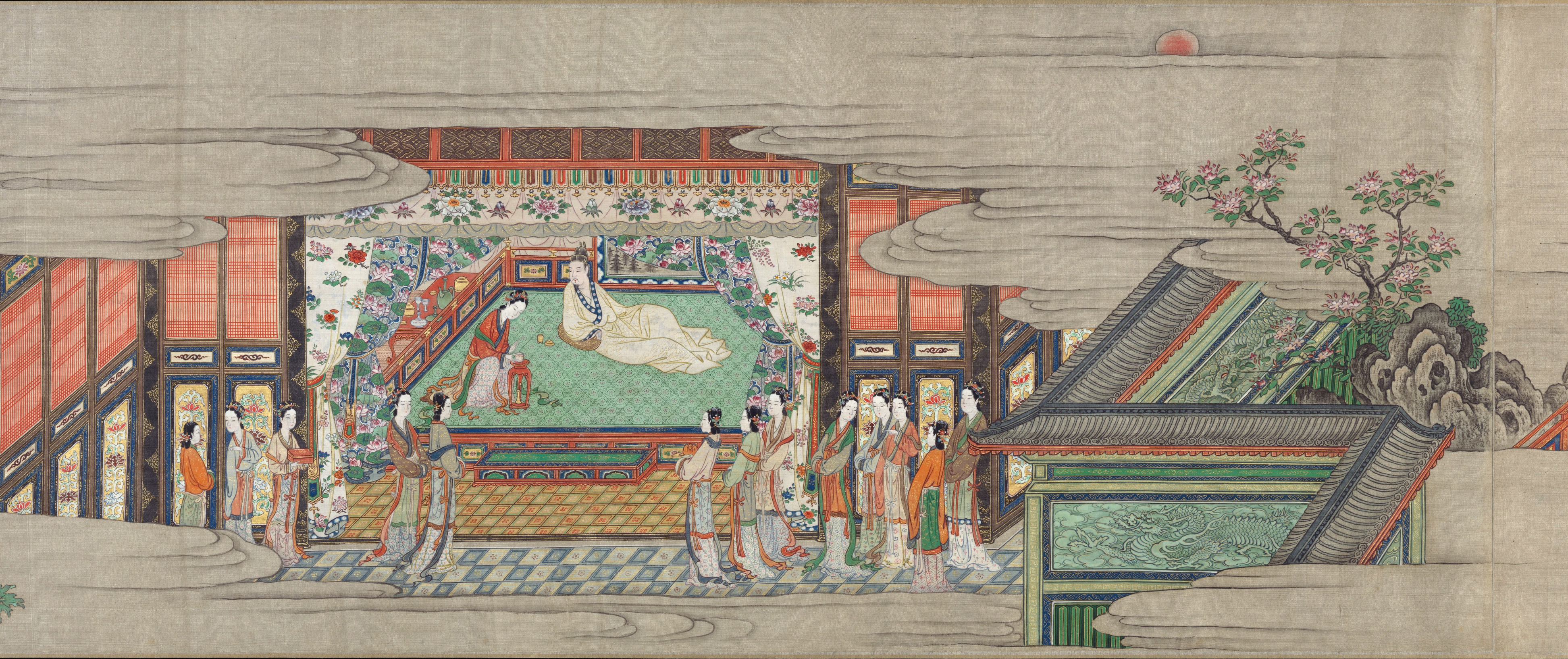
狩野山雪筆「長恨歌絵巻」17世紀前半

東アジアコレクションは、「中国」「日本」「その他」の3部門に分かれる。
東アジアコレクションは彫刻入り鼻煙壷のきわめて広範なコレクションを含んでおり、その多くはカタログThe Chester Beatty Library, Dublin: Chinese Snuff Bottlesに含まれている。良質な日本美術も所蔵しており、17世紀に狩野山雪によって描かれた絵巻『長恨歌絵巻』が一対ある。また、日本の美術品としては、写本129点、絵入版本106点、葛飾北斎をはじめとした日本木版画800点なども所蔵している。
「その他」部門は、正確には、「モンゴル、チベット、南アジア及び東南アジア」部門である。同部門のコレクションは仏典が主で、69点の曼荼羅の掛け軸（タンカ）を含む。南アジア、東南アジアに関する所蔵品は、仏典のみならずシーク教やジャイナ教の聖典や、スマトラ島のバタック人の占いの本などもある。